# Chiesa di San Michele Arcangelo (Conca dei Marini)
La chiesa di San Michele Arcangelo è un edificio religioso che sorge in località "Penne", presso Conca dei Marini.

## Storia
Di questo edificio non si conosce la data della fondazione e la tradizione vuole che sia molto antico. In un atto notarile si apprende che la chiesa esisteva prima del 1208, infatti dal libro della visita pastorale del 1533, fatta dal vescovo Ferrante d'Anna, si può leggere che la prima notizia della chiesa risulta da un atto notarile del 25 luglio di quell'anno che attestava il patronato alla ricca e potente famiglia Comiteorso, cioè il diritto di nominarne il rettore, passato poi alla Cattedrale di Amalfi.
L'edificio ha attraversato anni di incuria, è stato oggetto di continui furti l'hanno spogliato di tutti gli arredi sacri ed è stato pesantemente colpito dal terremoto del 1980. È stato restaurato ed è attualmente riaperto al culto.

## Architettura

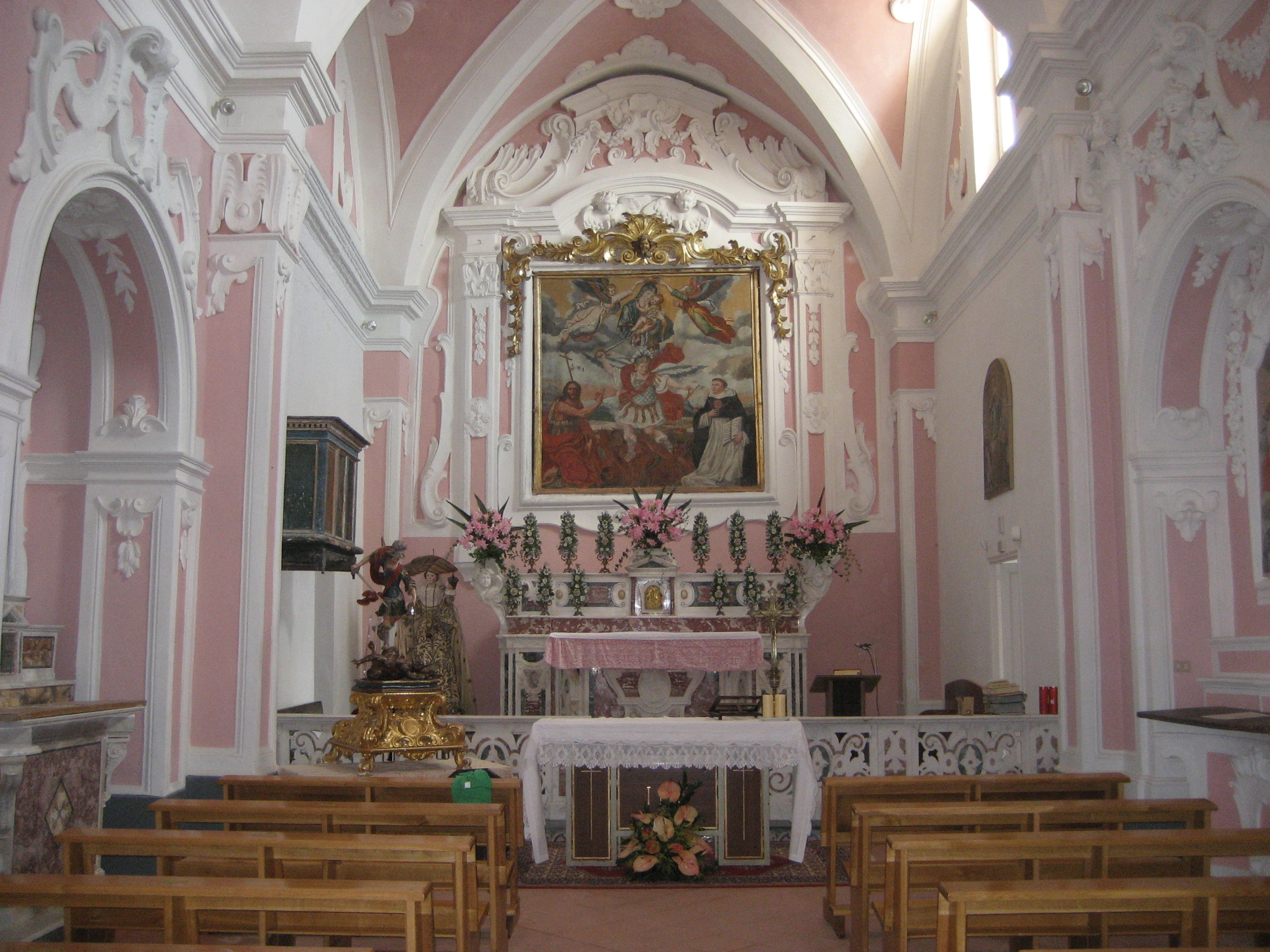
Altare maggiore

La chiesa consiste in un'aula, terminante con un'abside piatta, formata da due moduli di egual misura. Il presbiterio è diviso da due balaustre di marmo del '700, mentre sulle parti laterali della prima campata si aprono due cappelle per lato di scarsa profondità e molto ravvicinate, con tele di scuola napoletana del '700. Sul lato di sinistra c'è quella dedicata alla Madonna del Rosario e alla Madonna delle Grazie e sull'altro lato a Santa Liberata e a San Francesco di Paola. Il quadro della Madonna del Rosario, sicuramente uno dei più antichi, è una grande tavola, pervenutaci in condizioni assai deteriorate. Pochi sono i frammenti di pittura che hanno resistito ai secoli e agli atti di vandalismo dei ladri che hanno raschiato pezzi di pittura, ritenendo il quadro una tela. L'altare su cui è posto, l'unico dei laterali di marmo, mentre gli altri sono in muratura, era retto da una confraternita laica dedicata alla Madonna del Rosario. L'altare maggiore fu  donato nel settecento dalla famiglia Porpora che vantava una tradizione di armatori, come si può vedere dalla nave posta sotto San Michele, nel rosone centrale dell'altare. Su di esso sovrasta la grande tavola di Marco Pino da Siena, grande artista che ha avuto grande fama nel territorio campano, che rappresenta la Madonna del Carmine con San Giovanni Battista, San Michele arcangelo e San Domenico.
Con i rifacimenti settecenteschi è stato inglobato il portico d'ingresso, sormontato da una crociera medievale (formata da otto spicchi) più bassa rispetto alla chiesa. Nel suo angolo sinistro per chi entra, c'è un piccolo gradino sul quale è posto il fonte battesimale.
L'ambiente è diviso dalla navata da un arco sul quale è posta la cantoria dove si trova ancora in sito l'antico organo del settecento. Molto bello è il pavimento settecentesco che si può vedere ormai solo nella parte absidale, poiché lungo la navata è stato tolto, a causa dell'usura dei secoli, durante l'ultimo restauro, avvenuto dopo il sisma del 1980. Caratteristico è il piccolo pulpito ligneo al quale si accede attraverso una porta posta sul lato sinistro del presbiterio che immette in una galleria che costeggia tutta la navata, sormontata da tre volte a crociera ogivale. Qui c'è una piccola scala con i gradini di battuto che porta ad un piccolo varco dal quale ci si affaccia sul pulpito.
Il campanile costituito da due registi quadrati termina nella parte superiore in una cella cilindrica con sei monofore.

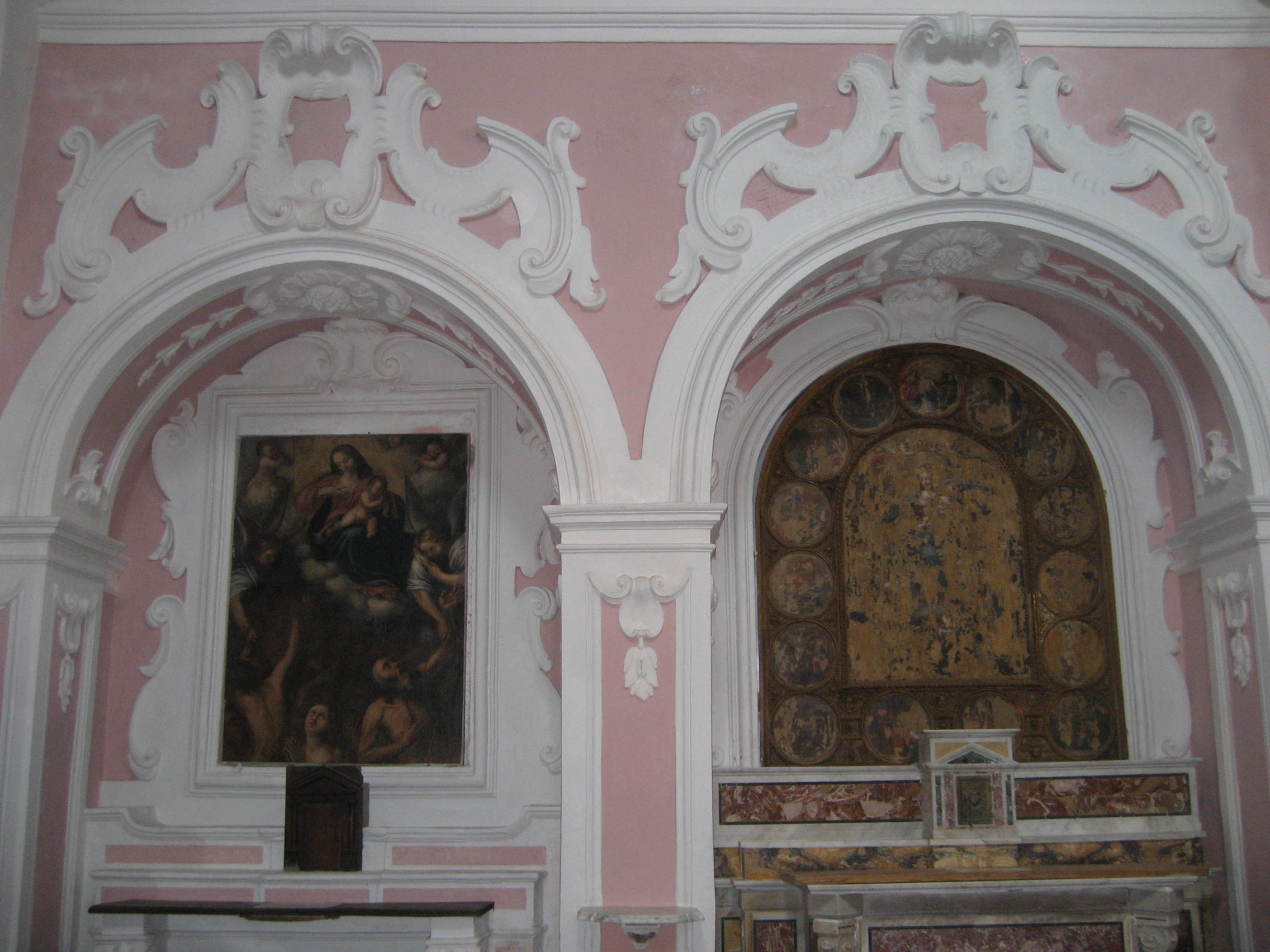
Cappelle laterali
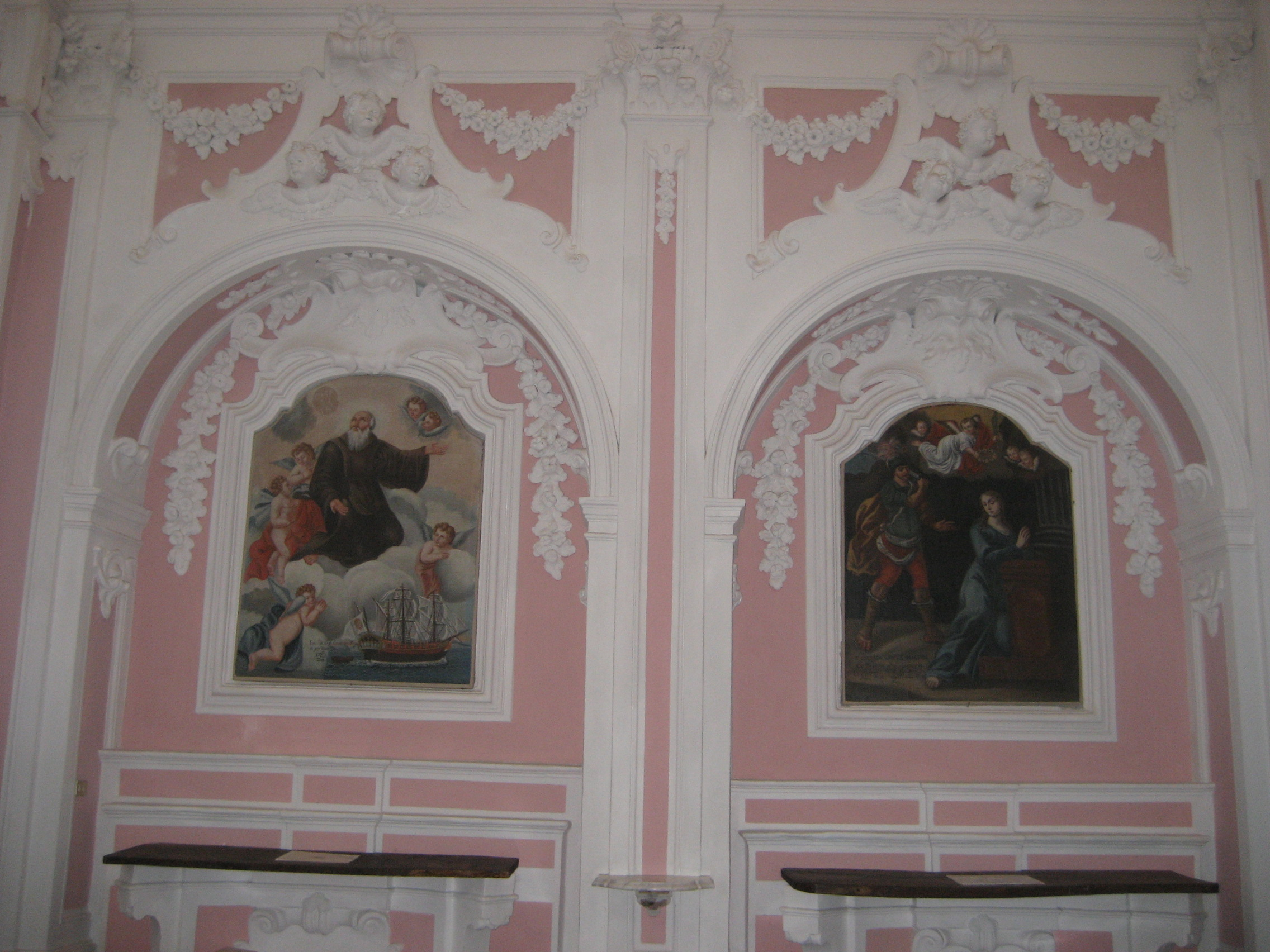
Cappelle laterali
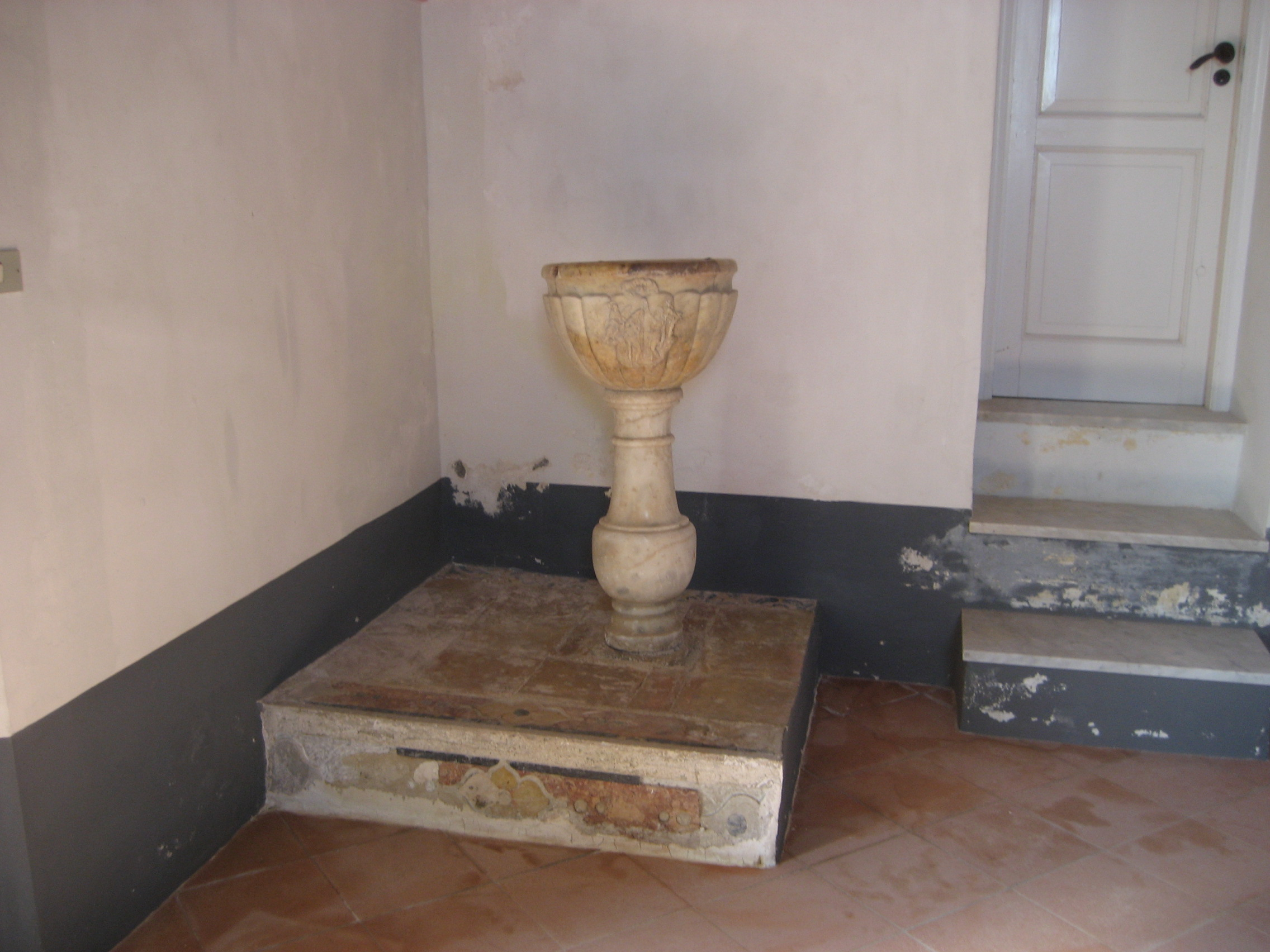
Fonte battesimale
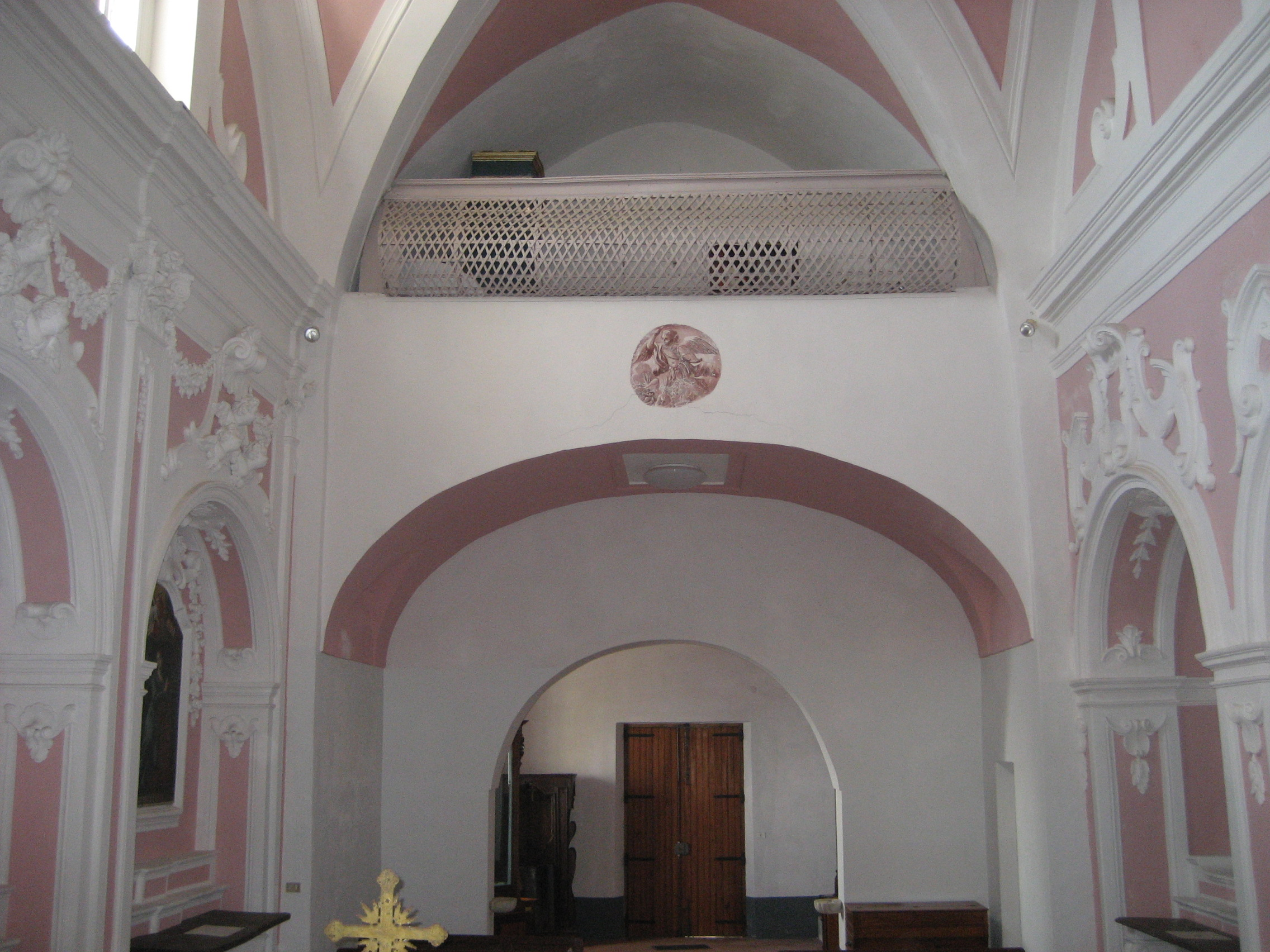
Arco con la cantoria

### Sacrestia

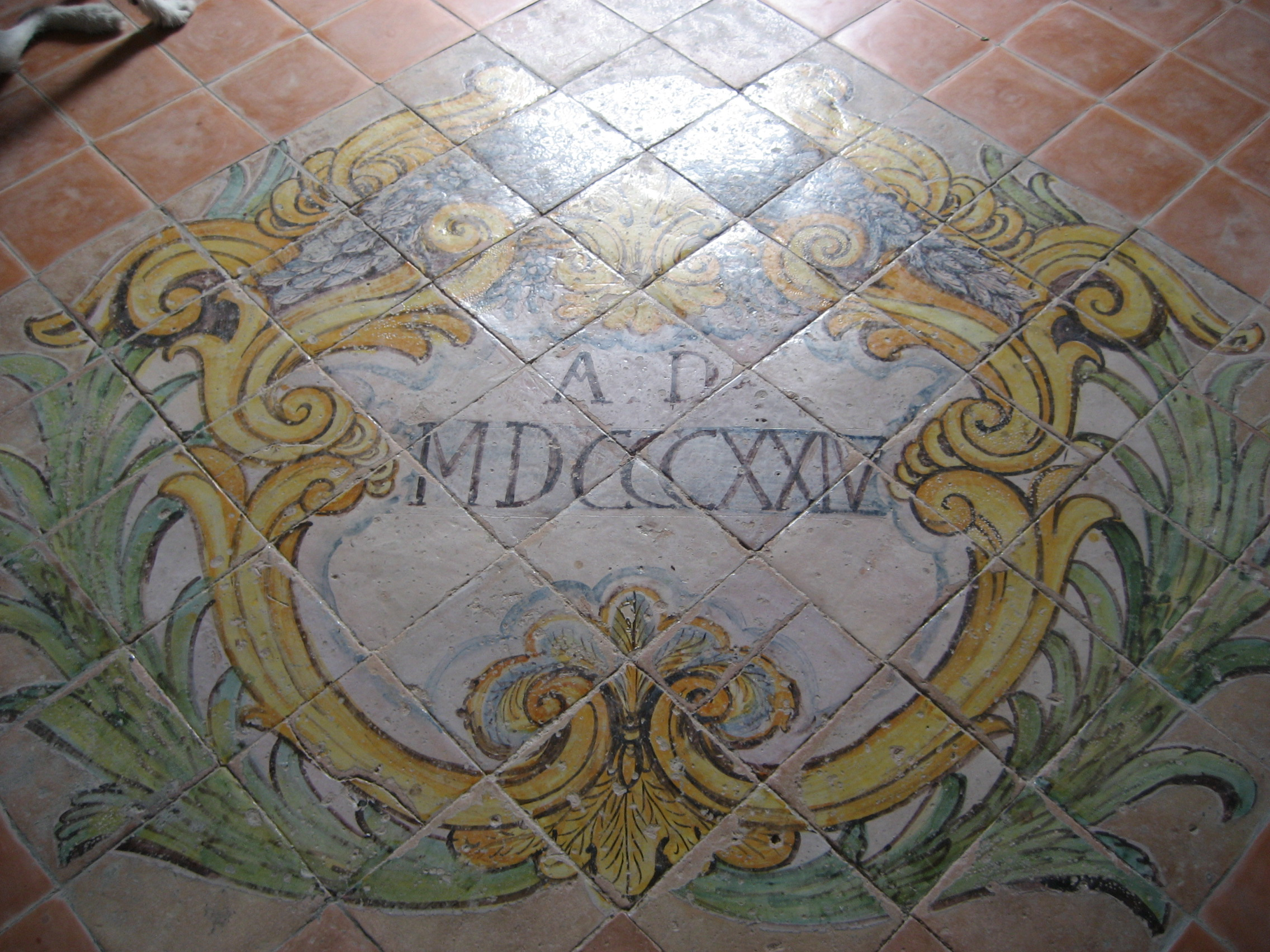
Pavimento della sacrestia

Sul lato destro del presbiterio c'è un altro varco che immette nella sacrestia. Essa fu completata, come attesta il cartiglio posto al centro del pavimento, nel 1824, ma la primaria disposizione doveva essere la galleria menzionata prima. L'attuale sacrestia dimostra la ricchezza e la devozione che la chiesa deteneva, infatti ha la forma ottagonale e sembra imitare, in scala più piccola, quella della cattedrale. Sui quattro lati obliqui di essa si aprono tante nicchie che ospitano gli arredi sacri, purtroppo due di queste sono state chiuse con il restauro rompendo l'armonia delle strutture a causa di problemi di staticità. Essa viene coronata da una piccola calotta decorata con putti in stucco.